# Julián Aguirrezabal
Julián Aguirrezabal Gallastegi (Yurreta, Vizcaya; 12 de junio de 1926-Galdácano, 27 de junio de 2017) fue un ciclista español, profesional entre 1945 y 1954, consiguiendo 25 victorias. Su hermano Cipriano Aguirrezabal también fue ciclista profesional.
Era un corredor que subía bien, logrando la mayoría de sus victorias en pruebas de un día. Son de destacar sus victorias en el Campeonato de España de Ciclocrós de 1952 y en la Subida a Arrate en 1953.

## Palmarés
1945
- Sopuerta
- Ceánuri
- G.P. San Salvador del Valle
- Lemoa
- Circuito de Bermeo
- Iurreta

1946
- Amorebieta
- Markina
- G.P. San Salvador del Valle
- Santurce
- Circuito de Galdacano
- Ispaster
- Larrauri
- Begoña
- G.P. Gernika

1947
- Loinaz
- 3.º en el Campeonato de España de Ciclocrós

1949
- Durango

1950
- Vuelta a Los Puertos

1951
- Zarauz
- Vitoria
- Circuito de Torrelavega
- Elorrio

1952
- Campeonato de España de Ciclocrós

1953
- Subida a Arrate

## Resultados en Grandes Vueltas y Campeonato del Mundo
Durante su carrera deportiva ha conseguido los siguientes puestos en las Grandes Vueltas y en el  Campeonatos del Mundo en carretera:
| Carrera              | 1945 | 1946 | 1947 | 1948 | 1949 | 1950 | 1951 | 1952 | 1953 | 1954 |
| -------------------- | ---- | ---- | ---- | ---- | ---- | ---- | ---- | ---- | ---- | ---- |
| Giro de Italia       | -    | -    | -    | -    | -    | -    | -    | -    | -    | -    |
| Tour de Francia      | -    | -    | -    | -    | -    | -    | -    | -    | -    | -    |
| Vuelta a España      | -    | -    | -    | Ab.  | X    | Ab.  | X    | X    | X    | X    |
| Mundial en Ruta      | -    | -    | -    | -    | -    | -    | -    | -    | -    | -    |
| Mundial de Ciclocrós | X    | X    | X    | X    | X    | X    | -    | 12º  | 7º   | -    |

-: no participa

Ab.: abandono

X: ediciones no celebradas